# 宮原義汨
宮原 義汨（みやはら よしいづ、宝永5年（1708年） - 明和6年4月4日（1769年5月9日））は、江戸時代中期の高家旗本。宮原氏義の長男。母は水谷勝阜の娘。通称は勘五郎、市正。
正徳5年（1715年）12月26日、父氏義の死去により8歳で家督を相続する。享保8年（1723年）1月28日、将軍徳川吉宗に御目見する。明和元年（1764年）8月13日、隠居し、長男義潔に家督を譲る。隠居後は南楼と称した。明和6年（1769年）4月4日死去、享年62。
正妻は杉浦正奉の娘。子女に長男義潔、三男義利（宮原義潔養子）ら3男4女あり。